# Yab-Alaha II
Yab-Alaha II bar Qayyoma (Mosul, ... – 1222) è stato un vescovo cristiano orientale siro, vescovo di Mayperqiṭ, metropolita di Nisibi e patriarca della Chiesa d'Oriente dal 1190 al 1222.

## Storia
Scarne sono le informazioni relative a questo patriarca della Chiesa d'Oriente, riportate da Barebreo nel suo Chronicon ecclesiasticum e dagli storici nestoriani ʿAmr e Sliba.
Secondo queste fonti, prima di essere eletto patriarca della Chiesa persiana, Yab-Alaha bar Qayyoma, nativo di Mosul, era stato vescovo di Mayperqiṭ e successivamente metropolita di Nisibi. Alla morte del patriarca Elia III, comprò, con un atto di simonia, la sua elezione al trono patriarcale di Baghdad. Fu consacrato e intronizzato patriarca alla fine dell'estate del 1190.
Morì verso la fine del mese di gennaio 1222 e venne sepolto nella chiesa di Maria Santissima, Madre di Dio, nel quartiere al-Atiqa di Baghdad.
Alla sua morte venne eletto come nuovo patriarca il nipote Mar Sabrisho IV bar Qayyoma.